# Setodes akchepana
Setodes akchepana är en nattsländeart som beskrevs av Schmid 1987. Setodes akchepana ingår i släktet Setodes och familjen långhornssländor. Inga underarter finns listade i Catalogue of Life.